# Ozon (Hautes-Pyrénées)
Ozon település Franciaországban, Hautes-Pyrénées megyében. Lakosainak száma 243 fő (2022. január 1.). Ozon Tournay, Burg, Castéra-Lanusse, Chelle-Spou, Cieutat, Lanespède, Poumarous és Ricaud községekkel határos.

## Népesség
A település népességének változása:
| Lakosok száma | 286  | 285  | 291  | 279  | 269  | 259  | 249  | 244  | 243  |
|               | 2013 | 2015 | 2016 | 2017 | 2018 | 2019 | 2020 | 2021 | 2022 |